# Vůz Bd264 ČD
Vozy Bd264, číslované v intervalech 50 54 29-41 a 50 54 20-41, jsou řadou osobních vozů z vozového parku Českých drah. Všech 50 vozů vzniklo úpravou 49 vozů B256 a jednoho vozu B249, ve kterých byl v ATECO Bubny v letech 2009 až 2011 vytvořen prostor pro přepravu až osmi jízdních kol. Vozům zůstala původní pořadová čísla.

## Vznik řady
První vůz této řady vznikl v roce 2009 úpravou jednoho vozu B249, při které byla jedna umývárna a WC přebudována na prostor pro přepravu až čtyř jízdních kol. Po úpravě měl vůz stále označení B249, přeznačení na Bd264 došlo až v roce 2011. V roce 2010 došlo k podobné úpravě 44 vozů B256, na rozdíl od prototypového vozu byl prostor pro přepravu jízdních kol vytvořen nejen z WC a umývárny, ale i z přilehlého oddílu. Tím se kapacita zvýšila až na osm jízdních kol. Posledních pět vozů B256 bylo upraveno v roce 2011.

## Technické informace
Jsou to neklimatizované vozy typu UIC-Y o délce 24 500 mm. Jejich nejvyšší povolená rychlost je 140 km/h. Mají podvozky Görlitz V, příp. Görlitz Va (prototyp) se špalíkovými brzdami DAKO.
Vnější nástupní dveře jsou zalamovací, vnitřní přechodové jsou manuálně posuvné. Vozy mají polospouštěcí okna.
Ve vozech se nachází devět (v prototypovém voze deset) oddílů s dvěma čtyřmístnými lavicemi potažené červenou koženkou, celkem tedy mají 72 (80) míst k sezení. V některých vozech byly lavice přečalouněny látkovým potahem.
Pro zásobování vozů elektrickou energií jsou na podvozcích nainstalovány nápravové generátory. Provozní osvětlení vozů je zářivkové, provozní a nouzové je žárovkové. Vytápění vozů je teplovzdušné, horký vzduch je ohříván buď elektrickou energií z topného kabelu nebo párou, a následně je rozháněn pomocí větráků po voze.
Původní nátěr vozů je přes okna světle zelený a zbytek bílý, některé vozy byly přelakovány do nového modro-bílého korporátního stylu Najbrt.

## Modernizace
V roce 2012 byl v některých vozech vyměněn původní 12žilový UIC kabel za 18žilový z důvodu provozu vozů ve vratných soupravách s řídicím vozem Bfhpvee295.

## Provoz
První neprototypový vůz této řady byl Českých drahám předán 15. července 2010. Provozovány jsou především na rychlících, okrajově též na regionálních vlacích.
Vozy je možné pravidelně v roce 2024 potkat na trasách:
- R11 Brno – Jihlava – České Budějovice – Plzeň
- R12 Brno – Olomouc – Šumperk
- Sp Šumperk – Olomouc
- Sp Zábřeh n. M. – Jeseník
- Os/Sp Strakonice – České Budějovice